# 吸血鬼蘇る
『吸血鬼蘇る』（きゅうけつきよみがえる、The Return of the Vampire）は、1943年に公開されたアメリカ合衆国のホラー映画。第一次世界大戦中に一度滅ぼされた吸血鬼アルマン・テスラが第二次世界大戦中に蘇るという内容であり、吸血鬼役には『魔人ドラキュラ』のベラ・ルゴシが起用された。
映画史家のデイヴィッド・J. スカルは、『魔人ドラキュラ』のユニバーサル・ピクチャーズでなくコロンビア ピクチャーズ製作だったため、著作権などの問題から名前を変えたのであろうと推測している。

## あらすじ
1918年、ロンドン。キングス・カレッジのソーンダース博士とジェーン・エインズリーは入院中の女性患者の病の原因は吸血鬼の仕業と突き止める。吸血鬼の正体は200年前の科学者アルマン・テスラ。二人はテスラの墓をあばき、棺の中のテスラの心臓に杭を打つ。テスラに使役されていた狼男アンドレアスは呪いが解け人間に戻る。事件は解決したものの、ソーンダースは自身の幼い孫娘ニッキーの首筋に吸血鬼に噛まれたような痕が残っていたことが気にかかる。
それから23年後、ロンドンはドイツ軍の空襲を受けていた。テスラの墓があった修道院墓地が空爆にあい、テスラの棺がむきだしになる。片付けにきた墓守たちは知らずにテスラの胸に刺さっていた杭を抜く。
人間に戻ってからジェーンの助手を務めていたアンドレアスだが、蘇ったテスラに操られる。ナチスの強制収容所を脱走して英国に来たブルックナー博士を殺害すると、テスラはブルックナー博士になりかわり、大人になったニッキーの前に現れる。
ニッキーの異変に気づいたジェーンは、ロンドン警視庁総監フリート卿とともにニッキーを尾行。ついにテスラを追い詰めた、その時に空襲警報が鳴り響き、テスラを逃してしまう。隠れ家に移動したテスラたちだったが、総監に銃で撃たれて瀕死のアンドレアスが良心を取り戻し、太陽の下、空襲で瓦礫の山と化した町中でテスラの胸に杭を打ち、無事事件は解決する。

## キャスト
- アルマン・テスラ：ベラ・ルゴシ
- ジェーン・エインズリー：フリーダ・イネスコート（英語版）
- ニッキー・ソーンダース：ニナ・フォック
- ジョン・ソーンダース：ローランド・ヴァーノ（英語版）
- フレデリック・フリート卿：マイルズ・マンダー（英語版）
- アンドレアス・オブリー：マット・ウィリス
- エルザ・ウォｒター：オットーラ・ネスミス
- ウォルター・ソーンダース：ギルバート・エメリー（英語版）
- リンチ刑事：レスリー・デニソン
- ガネット刑事：ウィリアム・オースティン
- ニッキー（幼少期）：シャーリ・コリアー ※クレジットなし
- ジョン（幼少期）：ドナルド・デュワー ※クレジットなし
- ベン：オラフ・ヒッテン（英語版） ※クレジットなし
- 助手：ネルソン・リー ※クレジットなし

## 制作
1943年、パラマウントのハリー・コーンがベラ・ルゴシでドラキュラ映画を作ることを企画した。狼男をドラキュラの助手にする案から、当初『ドラキュラと狼男（Dracula and the Wolfman）』と呼ばれていたらしい。6月、元ユニバーサル脚本家のグリフィン・ジェイが脚本を書き出すが、ドラキュラという名前の所有権をユニバーサルが保有しているかもしれないと思い、吸血鬼の名前をアルマン・テスラに、またタイトルを『ロンドンの吸血鬼（Vampires of London）』に変更した。クランクインは8月21日、16日間で撮了した。製作費は138,545ドル。

## 評価
1944年1月29日の『ニューヨーク・タイムズ』紙は、この映画で興味を引くかどうかは題名とスターにかかっていて、他に書くことがありますか？、という書き出しで、あとは簡単なあらすじとスタッフ・キャストを書いて済ませている。